# Louisianadistrict

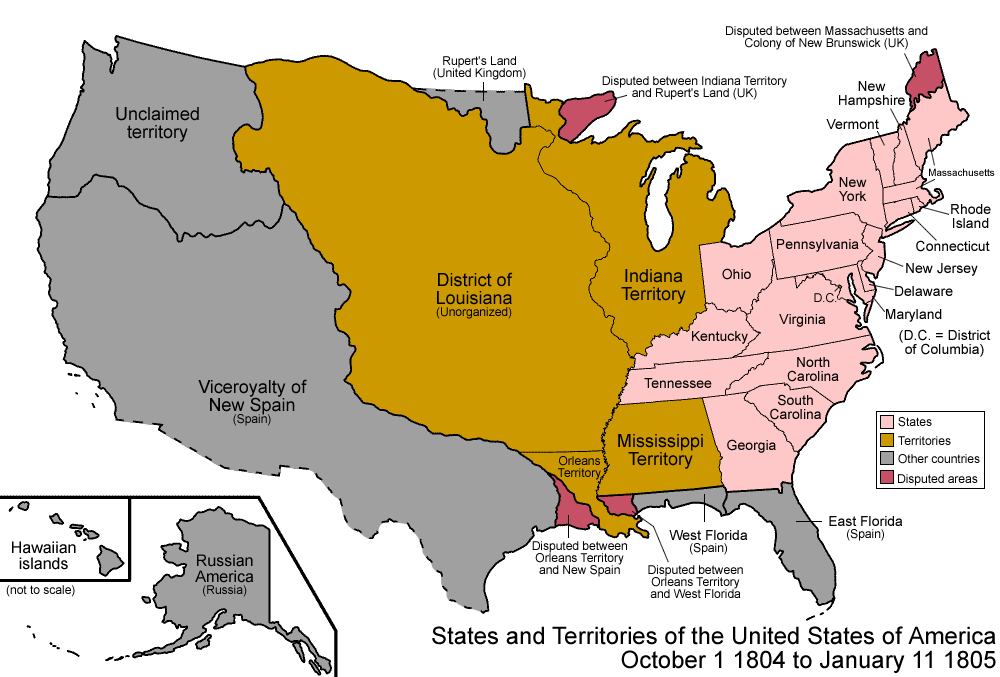
De staten en territoria van de Verenigde Staten eind 1804

Het Louisianadistrict (Engels: District of Louisiana, Louisiana District) was een territorium van de Verenigde Staten van 10 maart 1804 tot 4 juli 1805. Het werd in het leven geroepen nadat het Orleansterritorium was gecreëerd uit een deel van de Louisiana Purchase; het resterende land werd tijdelijk ondergebracht onder het Louisianadistrict. Dat werd tot 30 september 1804 militair bestuurd en werd vervolgens politiek bestuurd vanuit het Indianaterritorium. Op 4 juli 1805 richtte het Amerikaans Congres officieel het geïncorporeerde, georganiseerde Louisianaterritorium in als opvolger.